# ГЭС Дукан
Плотина Дукан (сорани بەنداوی دووکان) — бетонная арочная плотина в мухафазе Сулеймания, Иракский Курдистан. Она перегородила Малый Заб, тем самым создав озеро Дукан. Плотина Дукан построена между 1954 и 1959 годами, электростанция начала функционировать в 1979 году. Размеры плотины — 360 метров в длину и 116,5 метров в высоту. Мощность станции — до 400 МВт.

## История проекта
Плотина Дукан построена между 1954 и 1959 годами как многоцелевая дамба для обеспечения хранения воды, ирригации и гидроэнергетики. Конструкция плотины разработана британской инжиниринговой компанией Binnie & Partners.
До заполнения озера Дукан, в районе прошли археологические исследования. На равнине задокументировано около 40 археологических памятников с доказательством присутствия человека, начиная с шестого тысячелетия до нашей эры до настоящего времени. Пять мест, которые тогда были раскопаны: Tell Bazmusian (англ.), Эд-дем, Kamarian, Qarashina и Tell Shemshara (англ.). Раскопки в Tell Bazmusian обнаружили храм, датируемый вторым тысячелетием до нашей эры. В Tell Shemshara, был раскопан посёлок шестого тысячелетия до н. э., а также дворец с небольшим архивом глиняных табличек. Жители около 50 деревень в зоне подтопления, около 1000—1200 семей, были переселены на запад озера.
Проект электростанции разработан в 1973 году советской компанией «Гидропроект» и начал функционировать в 1979 году. Из-за отсутствия технического обслуживания и ремонта электростанции, после 30 лет службы оборудование подлежит замене. в 2007 году Всемирный банк выделил 40 млн долларов США на проект по ремонту плотины.